# Janice Raymond
Janice G. Raymond (24 de enero de 1943)  es una lesbiana feminista radical estadounidense y profesora emérita de estudios de la mujer y ética médica en la Universidad de Massachusetts Amherst. Es conocida por su trabajo contra la violencia, la explotación sexual y el abuso médico hacia las mujeres. Ha publicado numerosos artículos sobre prostitución y ha dado conferencias a nivel internacional a través de la Coalición Internacional contra el Tráfico de Mujeres.

## Trayectoria
Raymond se licenció en literatura inglesa en Universidad Salve Regina en 1965, obtuvo una maestría en estudios religiosos de Andover Newton Theological School en 1971 y su doctorado en ética y sociedad en el Boston College en 1977.
Raymond es profesora emérita de estudios de la mujer y ética médica en la Universidad de Massachusetts Amherst. Fue miembro de la facultad de la Universidad de Massachusetts en Amherst desde 1978 en adelante. Cuando se retiró de la universidad en 2002, The Boston Globe la incluyó entre los varios "talentos destacados" perdidos en el campus.
Desde 2000, Raymond también ha trabajado como profesora adjunta de salud internacional en la Boston University School of Public Health. Ha sido miembro del cuerpo docente de Five Colleges (Amherst College, Hampshire College, Mount Holyoke College, Smith College y la Universidad de Massachusetts Amherst), profesora de Estudios de la Mujer y Ética Médica (durante los años 1975–1978), investigadora visitante en el Instituto de Tecnología de Massachusetts (en 1990–91), profesora invitada en la Universidad de Linköping en Suecia (1995) y profesora en el Centro de Estudios de la Mujer de la Universidad Estatal Islámica Sunan Kalijaga, Yogyakarta, Indonesia (2002).[cita requerida]
De 1994 a 2007, Raymond fue codirectora ejecutiva de la Coalición Internacional contra el Tráfico de Mujeres (CATW). Después formó parte de la junta directiva. Durante su mandato, CATW amplió su trabajo internacional, especialmente en los países bálticos y Europa del Este.
En 1999-2000, como representante de una ONG ante el Comité contra la Delincuencia Transnacional de las Naciones Unidas, en Viena, ayudó a definir el Protocolo de las Naciones Unidas para prevenir, reprimir y sancionar la trata de personas, especialmente mujeres y niños, que complementa la Convención de las Naciones Unidas contra la Delincuencia Organizada Transnacional.
En 2003, Raymond testificó ante un subcomité del Congreso de los Estados Unidos sobre "La tragedia actual de la esclavitud internacional y la trata de personas". En enero de 2004, testificó ante el Parlamento Europeo sobre "El impacto de la industria del sexo en la UE".
Fue miembro de una ONG que formaba parte de la Delegación de Estados Unidos en la Iniciativa Regional Asiática contra la Trata de Mujeres y Niños (ARIAT), Manila, Filipinas, auspiciada por los gobiernos de Filipinas y Estados Unidos.

## Vida personal
Raymond fue parte de las Hermanas de la Misericordia. Dejó el convento y habló abiertamente de su lesbianismo. En 2016, ella y su pareja, Pat Hynes llevaban juntas 42 años.

## Premios y honores
En 1986, el libro de Raymond A Passion for Friends: a Philosophy of Female Friendship fue nombrado el mejor libro de no ficción del año por la revista británica City Limits.
En 2007, recibió el "International Woman Award, 2007" de Zero Tolerance Trust, en Glasgow, Escocia.

## Obras
En su libro de 1993, Women as Wombs: Reproductive Technologies and the Battle over Women's Freedom, Raymond examinó cómo reducir la infertilidad y la enfermedad en Occidente. El libro fue uno de los primeros en analizar el tráfico reproductivo internacional de mujeres y niños organizado por el comercio de adopción, órganos y subrogación.
Women as Wombs, fue considerada por K. Kaufman en el San Francisco Chronicle como una crítica cuidadosamente razonada del... 'liberalismo reproductivo. Beverly Miller de Library Journal afirmó que "...es difícil resistirse a su conclusión de que muchos experimentos reproductivos pueden representar otra forma de violencia contra las mujeres".
El libro de Raymond de 1986, A Passion for Friends: a Philosophy of Female Affection, se desvió de su trabajo sobre tecnologías médicas hacia el ámbito de la amistad feminista como base para una teoría y política feministas más amplias. Carolyn Heilbrun en The Women's Review of Books escribió: "La suya es una empresa valiente, y comienza afrontando la cuestión central de las amistades entre mujeres: la necesaria relación de estas amistades con el poder y la esfera pública... La de Raymond es la más inquisitiva y discusión honorable sobre las amistades femeninas que tenemos..." Publicado también en una edición del Reino Unido, A Passion for Friends recibió el premio City Limits al Mejor Libro de No Ficción de 1986. La novelista Jeanette Winterson escribió que "es un libro complejo que da que pensar y que recompensa el tiempo y la concentración que necesita".
En 1979, Raymond publicó un libro sobre transexualidad llamado The Transsexual Empire: The Making of the She-Male . Controvertido analizó el papel de la transexualidad –particularmente sus enfoques psicológico y quirúrgico– en el refuerzo de los estereotipos de género tradicionales, las formas en que el complejo médico-psiquiátrico está medicalizando la "identidad de género" y el contexto social y político. 

### Escritos sobre prostitución y tráfico sexual
En 2000, Raymond coeditó uno de los primeros estudios sobre la trata en los Estados Unidos titulado Sex Trafficking in the United States: Links Between International and Domestic Sex Industries. En 2002, dirigió y fue coautora de un proyecto multinacional en Filipinas, Indonesia, Tailandia, Venezuela y Estados Unidos, titulado Women in the International Migration Process: Patterns, Profiles and Health Consequences of Sexual Exploitation.
Entre los numerosos artículos que ha publicado, su obra titulada "Diez razones para no legalizar la prostitución y una respuesta legal a la demanda de prostitución" ha sido traducida a más de 10 idiomas. En este ensayo analiza los modelos legislativos que han legalizado o despenalizado la industria de la prostitución y los fundamentos que los respaldan. Sostiene que la legitimación del comercio sexual ha hecho invisible su daño a las mujeres. Raymond apoya el modelo legal alternativo de rechazar la legalización y despenalización de la industria del sexo y penalizar a los compradores de sexo sin arrestar a las prostitutas.